# Joseph Bové
Joseph Bové, ros. О́сип (Джузеппе) Ива́нович Бове́, fr. Joseph Bové, właśc. Giuseppe Bova (ur. 24 października?/4 listopada 1784 w Petersburgu, zm. 16 czerwca?/28 czerwca 1834 w Moskwie) – architekt rosyjski pochodzenia włoskiego. Urodził się w Petersburgu w rodzinie neapolitańskiego artysty Vincenza Giovanniego Bovy, który przybył do Rosji w roku 1782 w celu uczestnictwa w budowie Ermitażu. Jego rodzina przeniosła się do Moskwy wkrótce po jego narodzinach. Posługiwał się rosyjską wersją imienia i nazwiska – Osip Iwanowicz Bowe.
Zawodu architekta wyuczył się w latach 1802–1807 pod kierunkiem Francesca Camporesiego w „Ekspedycji Pałacu Kremlowskiego” – instytucji zajmującej się budownictwem reprezentacyjnym na terenie Moskwy. Później pracował pod kierownictwem Matwieja Kazakowa i Carla Rossiego w Moskwie i Twerze.
W okresie wojny 1812 roku brał udział w pospolitym ruszeniu, w następnym roku powrócił do zawodu architekta.
Po pożarze Moskwy w roku 1812, w lutym 1813 car Aleksander I powołał „Komisję budownictwa w Moskwie”. Bové zajmował się w niej odbudową centrum miasta. W roku 1814 został głównym architektem ds. fasad i zgodności z wyznaczonymi liniami zabudowy. Dzięki zatwierdzonemu w roku 1817 planowi generalnemu Moskwy, Bové nadał miastu monumentalny charakter.
W roku 1816 Bové otrzymał tytuł architekta, nie otrzymał jednak tytułu akademika architektury. W tym samym roku ożenił się z wdową księżną Awdotią Trubiecką.
Młodsi bracia Osipa, Michaił i Aleksander również zostali architektami i pracowali pod jego kierownictwem.
Pod nadzorem Bové powstało w Moskwie wiele budowli, kształtujących dzisiejsze oblicze Moskwy. Po pożarze w 1812 przebudował Torgowyje riady przy Placu Czerwonym naprzeciw Kremla (które w roku 1893 zostały zastąpione obecnym budynkiem), usunął ziemne fortyfikacje wokół Kremla i zasypał fosę, zrealizował moskiewski Maneż oraz Teatr Wielki. Na obrzeżach Moskwy zbudował szpital za Rogatką Kałużską, bramę triumfalną przy Rogatce Twierskiej (przeniesioną później do Parku Zwycięstwa).

## Wybrane dzieła
- 1814–1815: Torgowyje riady przy Placu Czerwonym
- 1820–1822: Ogród Aleksandrowski na Kremlu z grotą
- 1824–1825: Moskiewski Maneż
- 1818–1824: Plac Teatralny
- 1821–1824: Teatr Wielki
- 1827–1834: Łuk triumfalny przy Rogatce Twierskiej
- 1828–1833: Szpital miejski
- 1822–1824: Cerkiew św. Mikołaja w rejonie Taganskim w Moskwie
- 1822: Cerkiew św. Michała Archanioła w Archangielskim
- 1825–1828: Cerkiew Opieki Matki Bożej w Piechra-Pokrowskim
- 1825–1828: Przebudowa szpitala Nowojekatierińskiego, budowa cerkwi
- 1825–1831: Przebudowa cerkwi Ikony Matki Bożej „Znak” w Chołmach
- 1833: Cerkiew Trójcy Świętej w Monasterze Daniłowskim

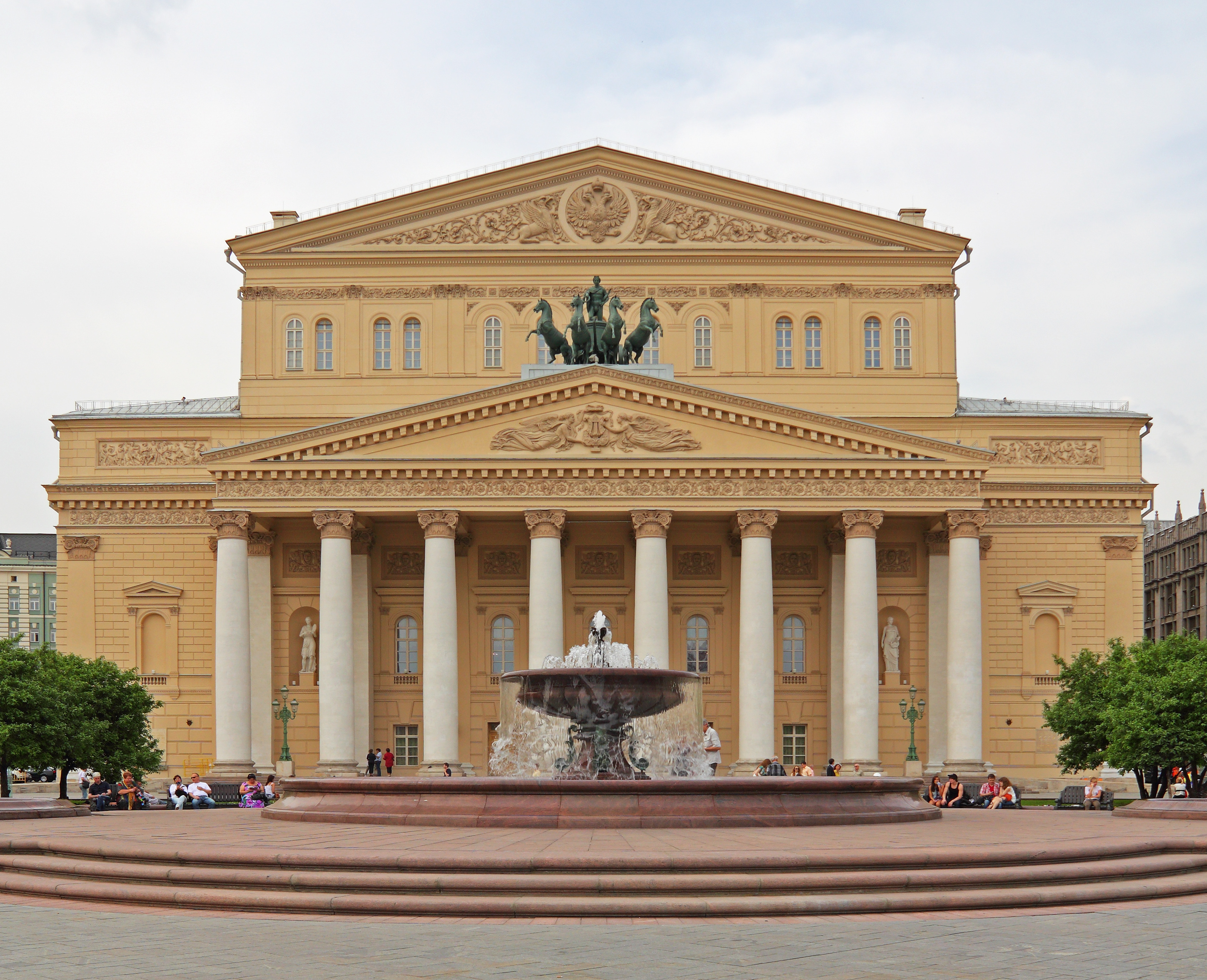
Teatr Wielki
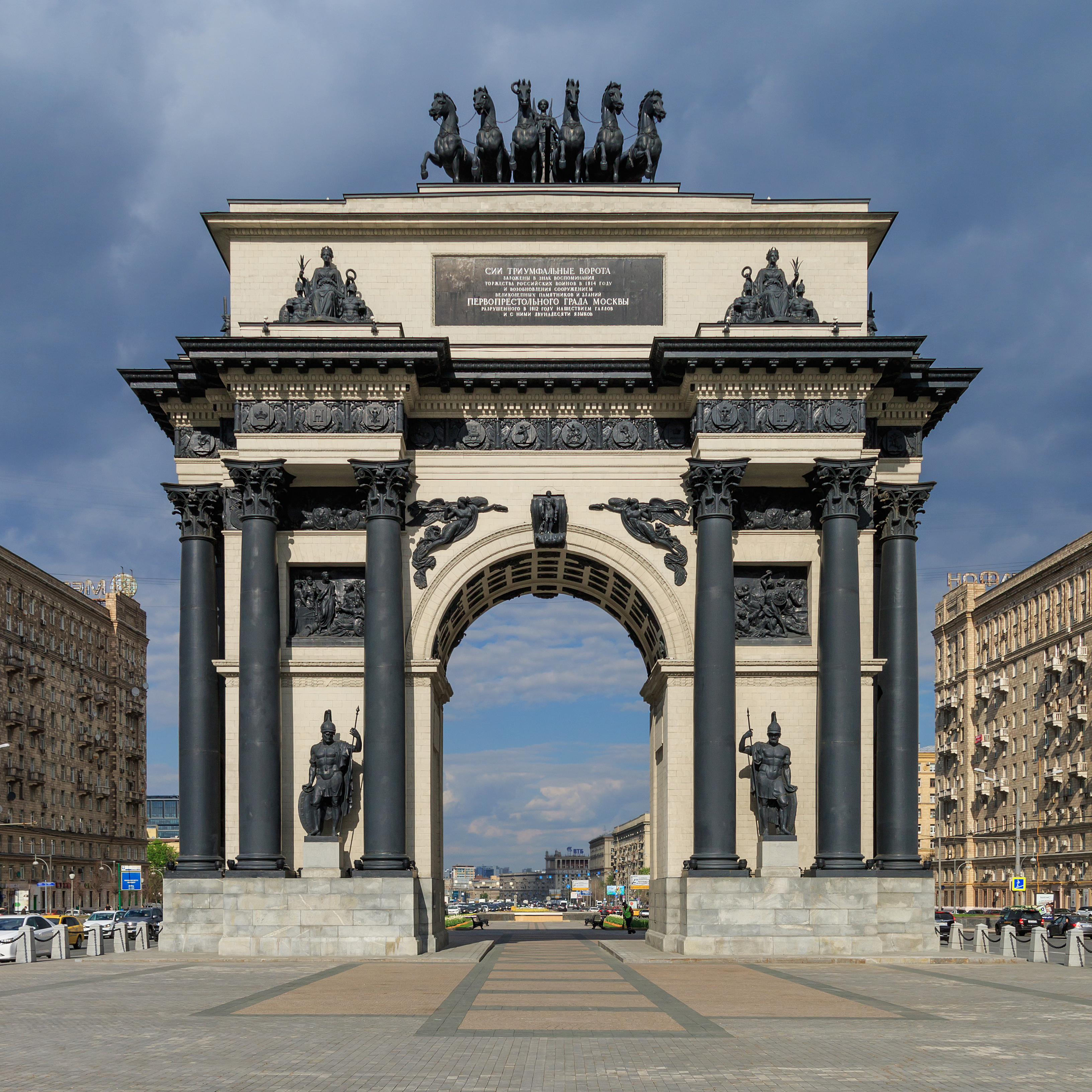
Brama triumfalna
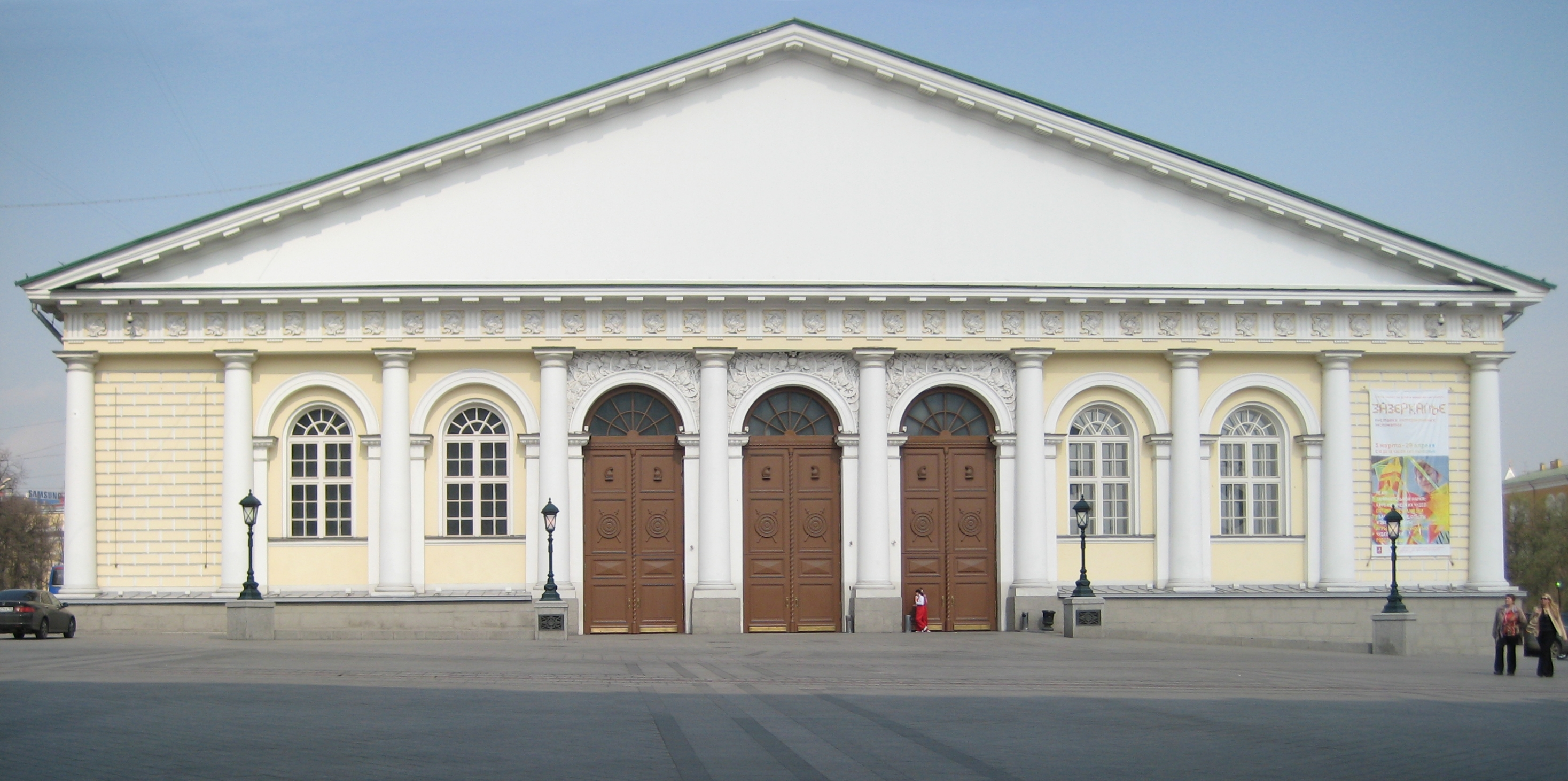
Moskiewski Maneż
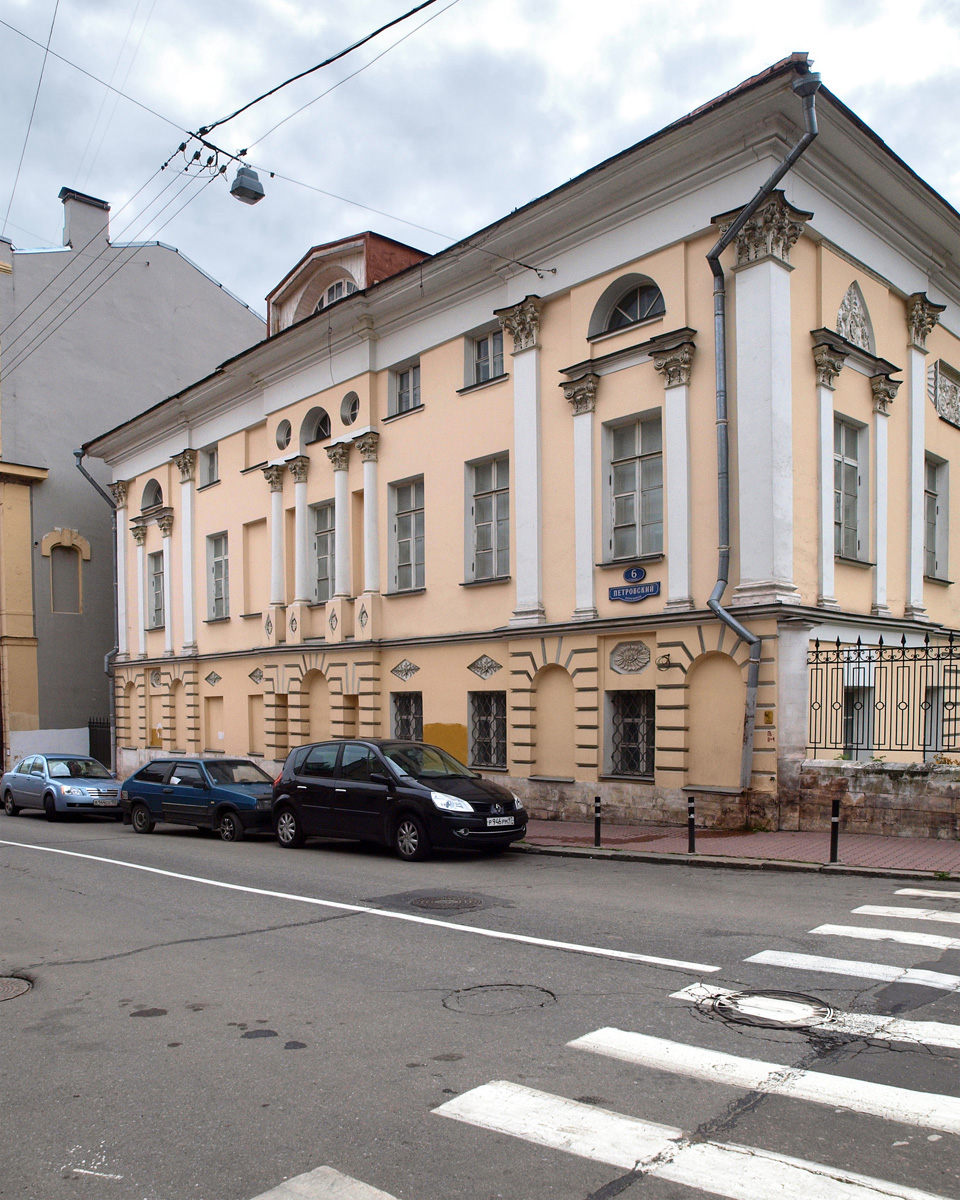
Dom Trubieckich
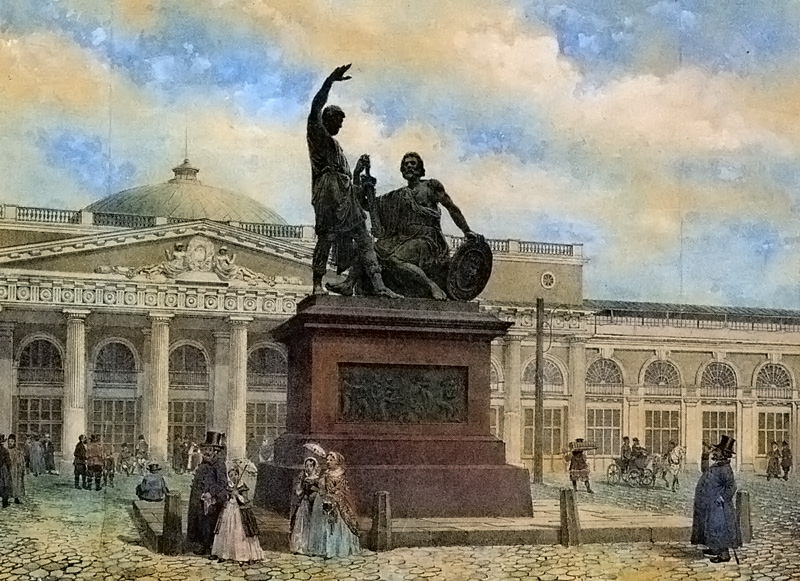
Torgowyje riady (stan z roku 1850)
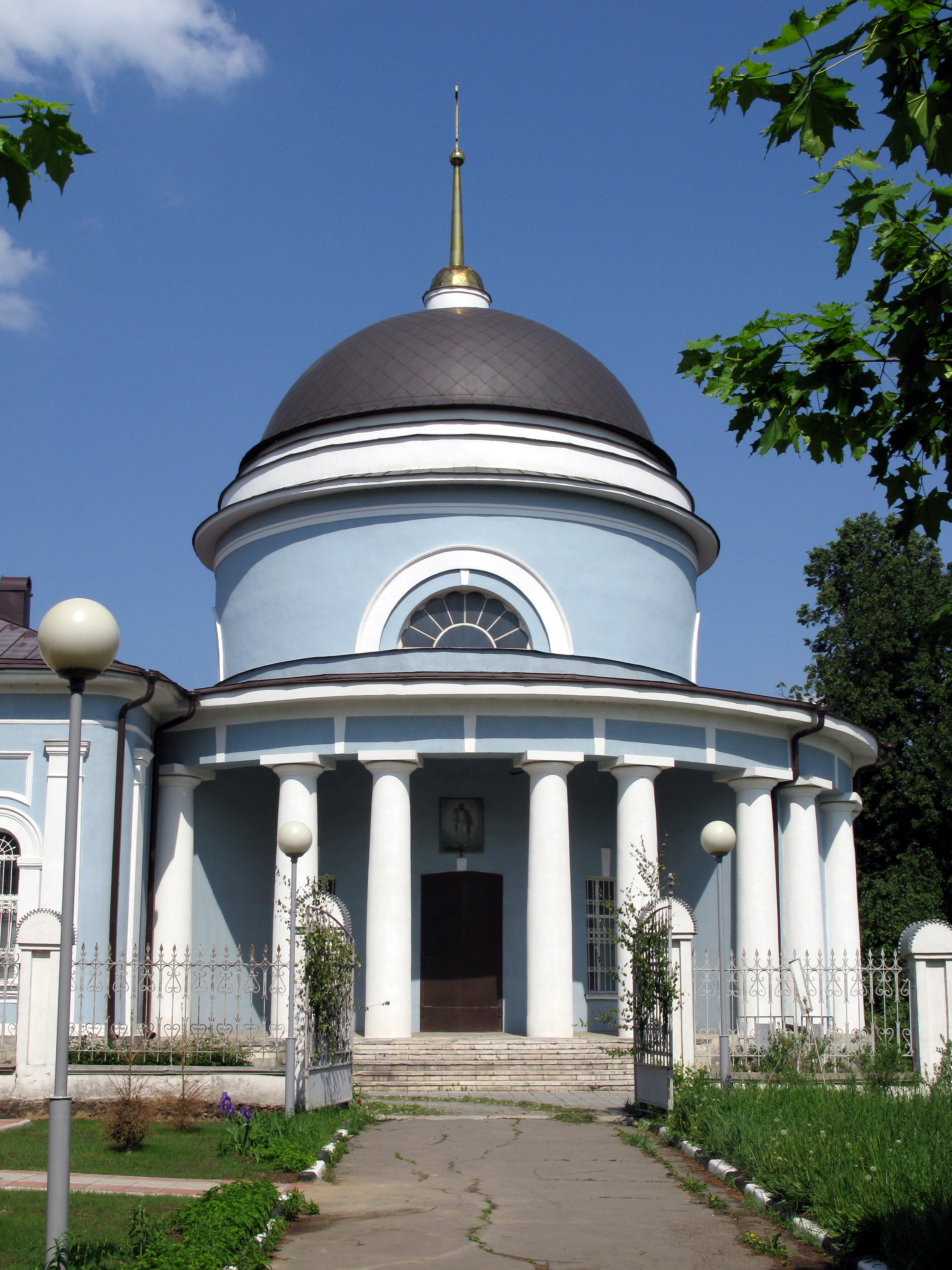
Cerkiew Opieki Przenajświętszej Bogurodzicy
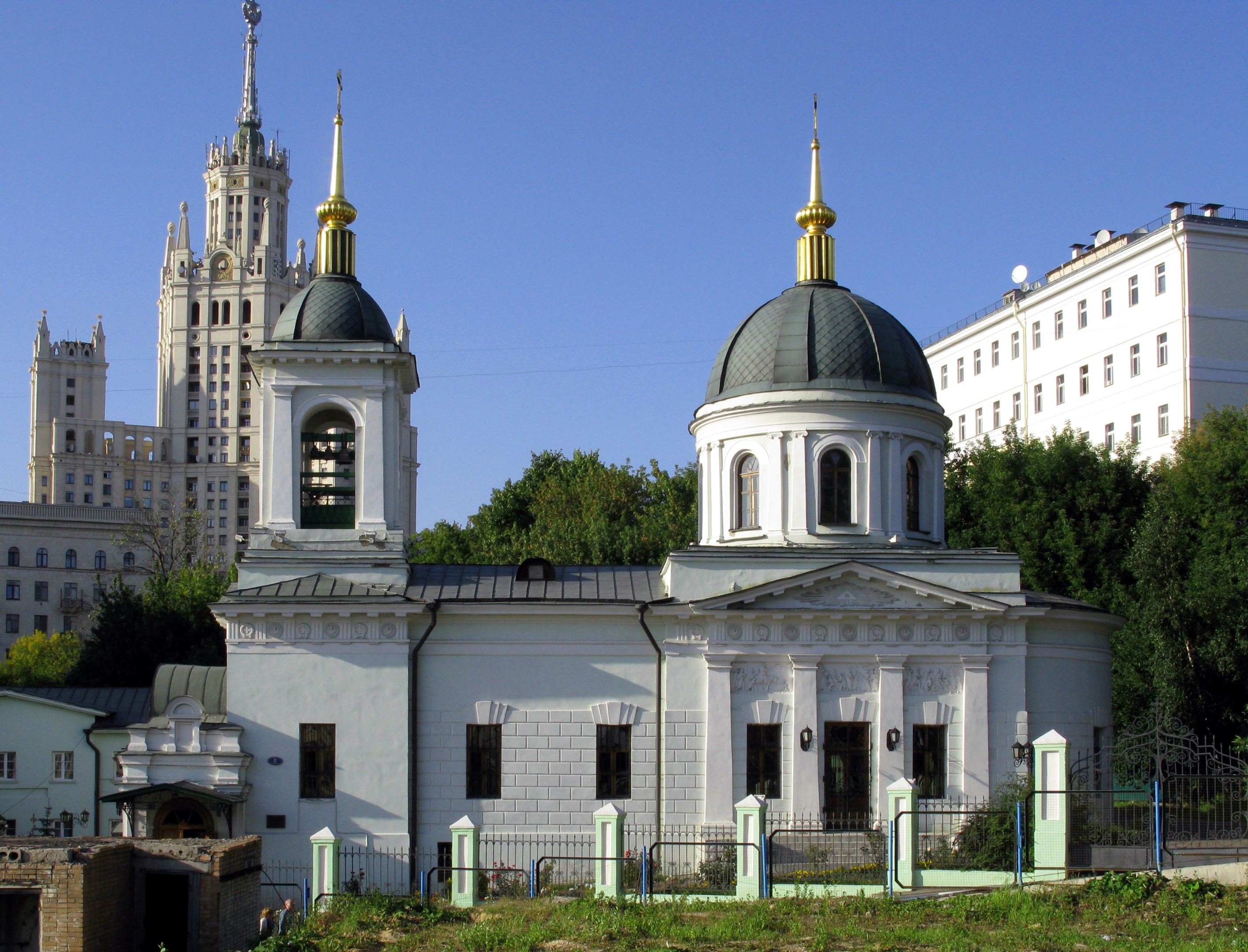
Cerkiew św. Mikołaja w Kotielnikach
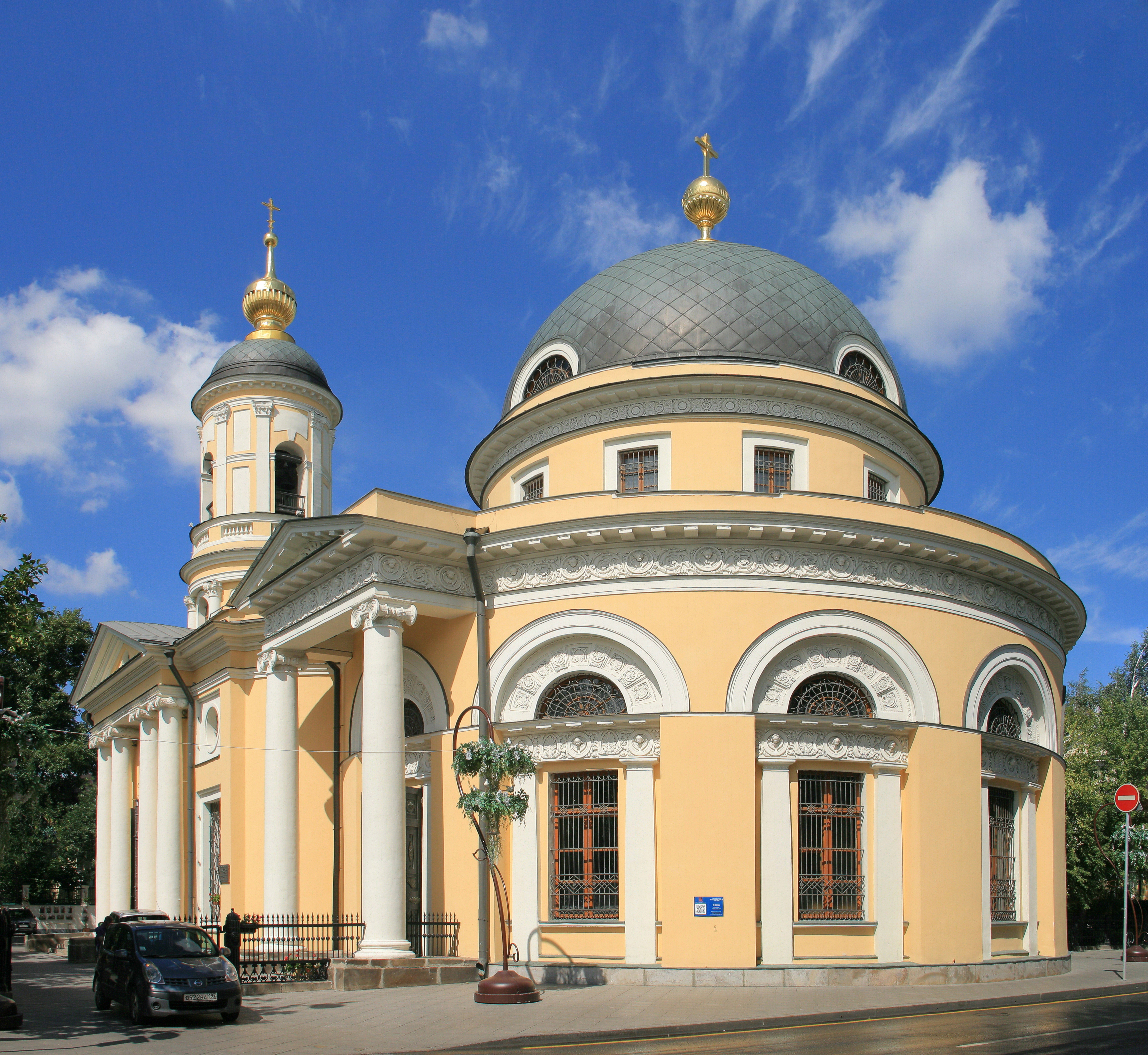
Cerkiew Ikony Matki Bożej „Wszystkich Strapionych Radość” w Moskwie